# Grande Prêmio Cidade de Misano Adriático
O Grande Prêmio Cidade de Misano Adriático (oficialmente: Città di Misano-Adriatico) era uma corrida de ciclismo que se disputava em Misano Adriatico (Itália) e seus arredores.
Criada em 1996 tem variado de nomes oficiais ao longo da sua história:
- Grande Prêmio Città di Misano Adriatico (1996)
- Giro Colline do Chianti Val d'Elsa (2004)
- Grande Prêmio Città di Misano Adriatico (2005-2006)
- Memorial Viviana Manservisi–dalla Pianura alle Valli e Lidi di Comacchio (2007-2008)
- Grande Prêmio Città di Modena–Memorial Viviana Manservisi (2010)

## Palmarés
| Ano  | Ganhador                  | Segundo            | Terceiro           |
| ---- | ------------------------- | ------------------ | ------------------ |
| 1996 | Nicola Minali             | Fabrizio Guidi     | Claudio Chiappucci |
| 2004 | Krzyszof Szczawinski      | Bo Hamburger       | Dario Frigo        |
| 2005 | Guillermo Rubén Bongiorno | Paride Grillo      | Brett Lancaster    |
| 2006 | Daniele Bennati           | Enrico Degano      | Paride Grillo      |
| 2007 | Danilo Napolitano         | Paride Grillo      | Giuseppe Palumbo   |
| 2008 | Alessandro Petacchi       | Mauro Abel Richeze | Enrico Rossi       |
| 2009 | Carreira suspendida       |                    |                    |
| 2010 | Francesco Chicchi         | Manuel Belletti    | Elia Viviani       |

## Palmarés por países
| País      | Vitórias |
| --------- | -------- |
| Itália    | 5        |
| Polónia   | 1        |
| Argentina | 1        |